# 保莱塔
佩德罗·米格尔·卡雷罗·雷森德斯（1973年4月28日—），最廣為人知的名稱是保莱塔（Pauleta），葡萄牙足球运动员，已經在2008年退役。保連達司职前锋，曾長時間效力法甲球會巴黎聖日耳門，並且為球隊隊長，亦是該隊的歷史最佳射手。保連達曾代表葡萄牙出席2000年歐洲國家盃、2002年世界盃、2004年歐洲國家盃及2006年世界盃，亦是葡萄牙歷史上入球第二多球員，僅次於克里斯蒂亚诺·罗纳尔多。

## 職業球會
保連達早年出身於家鄉亞速爾群島的小球會，其後在葡萄牙的低組別球會尋找機會。1996年，保連達在西乙球隊薩拉曼卡打入19球，並協助球隊升上西甲，第一年打西甲比賽已經射入15球。在1998年，其高入球率吸引另一隊西甲球會拉科魯尼亞的注意，他在92場射入33球，最終協助拉科魯尼亞在1999-2000年贏得首個西甲聯賽冠軍。
2000年9月，保連達轉戰法甲，加盟波爾多，表現令人難忘，包括對南特上演帽子戲法助球隊5-0大勝，該季並以21球成為最佳射手。隨後，被所有法甲球員和教練選為「2002年法甲足球先生」。在波爾多兩年間，98場聯賽射入65球，且兩次奪得年度法甲足球先生。
2003-04年球季，保連達以1200萬歐元轉會費加盟巴黎聖日耳曼，簽署一個為期3年的合同。保連達繼續他的進球，在法甲，在37場射入18個球，為巴黎聖日耳曼成為法甲第二位，並在法國盃決賽射入唯一入球，助球隊擊睽法乙球隊沙托鲁奪冠。於2006年4月2日，保連達在巴黎聖日耳曼首次帽子戲法，對手是前球會波爾多，巴黎聖日爾曼隊贏得了3-1。儘管法甲冠軍的里昂對保連達很有興趣，但他一直留在巴黎，在2006年8月，巴黎聖日耳曼對客場對歐塞爾的聯賽，保連達攻入兩球，將法甲的總入球數提高到121粒，超越了此前由波爾多球員拉斯朗德保持的120球法甲進球紀錄，成為法甲史上最多入球的球員。該季，保連達協助巴黎奪得2006年法國盃冠軍。

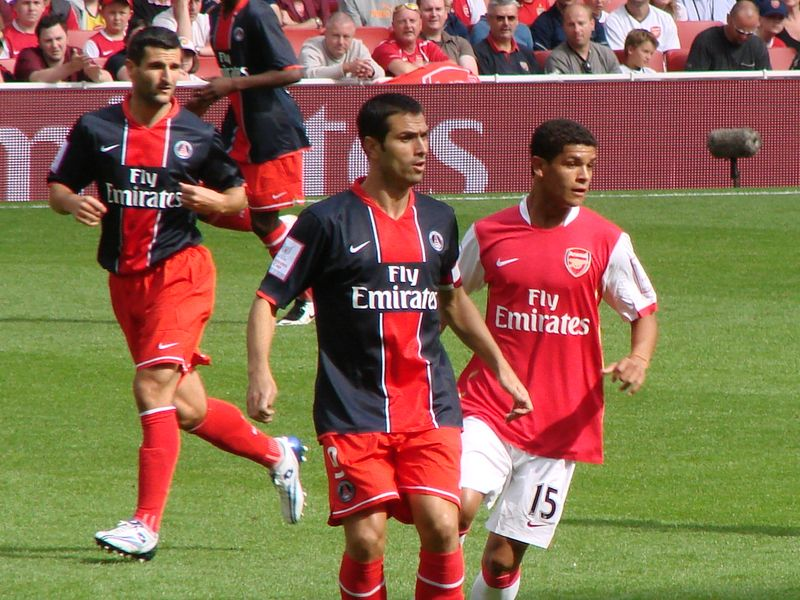
保連達代表巴黎聖日耳門對阿仙奴。

2008年保連達曾表示將會退役。結果他於該年夏季正式結束球員生涯。他表示最大遺憾是從未為賓菲加效力。

## 國家隊
保連達早在1997年便入選葡萄牙國家隊，但是外間對他評價普遍不佳，認為他重要賽事均無甚表現。近年葡萄牙出產不少出色的翼鋒，但前鋒人才一直不足，因此保連達一直是葡萄牙國家隊的第一選擇。
他是首位葡萄牙國家隊球員，從未效力葡超的三家頂級球會。他等待18個月才有第一次國家隊上陣機會，對手是荷蘭。他的第一個入球在一個月後對阿塞拜疆，他攻入了兩球，助葡萄牙以7-0擊潰阿塞拜疆。
保連達曾參加2002年世界盃，並在對波蘭的比賽中上演帽子戲法，但對韓國的比賽卻毫無表現，最後葡萄牙只排在小組第三出局。
在2004年協助葡萄牙贏得歐洲國家盃亞軍。在2005年10月12日，對拉脫維亞的賽事，他成為了國家隊的入球紀錄保持者，以41球超越了名宿尤西比奧以往的紀錄。
在2006世界盃歐洲區外圍賽，保連達是球隊的頭號射手。在世界盃前對佛得角的友誼賽，他打入三球，助球隊以4-1獲勝。在2006年世界盃，保連達在對安哥拉射入一球，但之後再沒有進球。最終葡萄牙打入季軍賽，被東道主德國以3-1擊敗，贏得殿軍。

## 榮譽
- 冠軍
  - 西班牙足球甲级联赛 （拉科魯尼亞 1999-2000球季）
  - 法國聯賽盃 （波爾多 2002年）
  - 法國盃 （巴黎聖日爾曼　2004年、2006年）

- 法甲最佳射手 2001-02球季、2005-06球季、2006-07球季

- 殿軍
  - 2006年世界盃 2006年